# Dictyophara inscia
Dictyophara inscia är en insektsart som beskrevs av Walker 1858. Dictyophara inscia ingår i släktet Dictyophara och familjen Dictyopharidae. Inga underarter finns listade i Catalogue of Life.